# Stephen Holland
Stephen Roy Holland (Brisbane, 31 de mayo de 1958) es un nadador australiano retirado especializado en pruebas de larga distancia estilo libre, donde consiguió ser medallista de bronce olímpico en 1976 en los 1500 metros.

## Carrera deportiva
En los Juegos Olímpicos de Montreal 1976 ganó la medalla de bronce en los 1500 metros libre, con un tiempo de 15:04.66 segundos, tras los estadounidenses Brian Goodell que batió el récord del mundo con 15:02.40 segundos, y Bobby Hackett.
Y en el Campeonato Mundial de Natación de 1973, celebrado en Belgrado, ganó el oro de nuevo en los 1500 metros libre.